# 甲斐田晴
甲斐田 晴（かいだ はる）は、ANYCOLOR株式会社が開発・運営するバーチャルライバーグループにじさんじに所属する日本のバーチャルYouTuber、バーチャルライバー。

## 概要
加賀美ハヤトと甲斐田晴による楽曲『Follow Your Heart』は、ドラマ『先輩、断じて恋では!』のオープニング主題歌として採用された。
MoguLive VTuberアワード2022では、今年最も輝いたVTuberベスト9の3位となった。

## 略歴
2020年
- 4月2日、にじさんじ公式バーチャルライバーとして長尾景、弦月藤士郎と共に活動開始
- 4月4日、YouTubeにて初配信
- 10月25日、YouTubeのチャンネル登録者が10万人を突破

2021年
- 10月21日、3Dモデルを公開
- 11月30日、にじさんじ3.0にアップデート

2022年
- 3月4日、新キービジュアル発表
- 5月6日、自身の配信で3Dモデルお披露目、同配信終盤にてオリジナル曲『透明な心臓が泣いていた』を公開
- 同日、オリジナル曲『透明な心臓が泣いていた』のアニメーションミュージックビデオの動画を公開
- 5月7日、オリジナル曲『透明な心臓が泣いていた』をデジタルリリース
- 8月1日、オリジナル曲『Shiny Sunny Step』をデジタルリリース
- 8月31日、オリジナル曲『パパンパ！Blue Summer Days』をデジタルリリース

## 人物
- 一人称は「僕」、「甲斐田」[8]
- 利き手は左[9]（ただしマウスについては右利き）
- 家族構成は父、母、弟（5歳差）[10]
- 嫌いな食べ物はトマト[要出典]で、チャンネル登録者数が15万人を達成した際には「トマト耐久配信」を行っていた。

### 配信
時間は基本的に20時～24時ごろ。
木曜日以外のほぼ毎日配信が行われており、1日に複数回ある場合もある。
内容はゲーム配信が主で、そのほかギターの弾き語り、歌ってみた、ASMR配信などを行う。

## ユニット

### VΔLZ(ヴァルツ)
- 長尾景、弦月藤士郎、甲斐田晴のデビュー日が同じ3人で構成されたユニットで、ユニット名の由来は、三拍子の円舞曲を意味するフランス語の単語「Valse」と同様の意味を持つ英単語「Waltz」を組み合わせた造語[12]。
- 構成メンバーが全員男性で、なおかつデビュー時期が同じライバーで構成されたユニットは「にじさんじVOIZ」以来約2年ぶりのものとなる。
- ゲーム配信、オリジナル楽曲の制作、ボイスの販売などを行っている。

## 出演

### 書籍
- VTuberスタイル Vol.2 - ROF-MAOメンバーとして掲載。 (アプリスタイル、2021年10月29日発売)
- 『VTuberスタイル』2025年7月号、アプリスタイル、2025年6月27日。ASIN B0F6MYKW89。 - 表紙、巻頭特集[13][14]

### 劇場アニメ
- マスターオブスキル For the GLORY（2023年、薛明凱 役〈吹き替え〉[15][16]）

### にじさんじ公式番組
- にじクイ - 5月号（共演： 渋谷ハジメ、星川サラ、周央サンゴ）
- にじさんじのハッピーアワー!! - 第16回（共演：弦月藤士郎、長尾景）、第39回（共演：不破湊）
- 木10!ろふまお塾 - レギュラー出演（2021年10月21日 - ）

## タイアップ・プロモーション

### 生放送

#### 2021年
- 無事オープンなるか！？ 爆誕！いい部屋ネットにじさんじ店 - #1、#2、#3（共演：静凛、シェリン・バーガンディ）
- 10月7日【 #にじさんじネーム9 】VΔLZシヤチハタ販売開始！(共演：長尾景、弦月藤士郎、夢追翔）

### その他
- VΔLZ オリジナルネーム9[17]（シヤチハタ、2021年10月7日 - ）
- ジルスチュアート ビューティ×にじさんじライバー コラボキャンペーン[18]（8月19日 - 8月31日）

## ディスコグラフィ

### デジタルシングル
| 発売日         | 曲名                                        | 作詞・作曲・編曲                              |
| -------------- | ------------------------------------------- | --------------------------------------------- |
| 2022年5月7日   | 透明な心臓が泣いていた                      | 作詞・作曲・編曲 - 堀江晶太                   |
| 2022年7月1日   | Follow Your Heart / 加賀美ハヤト & 甲斐田晴 |                                               |
| 2022年8月1日   | Shiny Sunny Step                            | 作詞 - 甲斐田晴 作曲・編曲 - 岡村大輔（PHYZ） |
| 2022年8月31日  | パパンパ！Blue Summer Days                  | 作詞・作曲・編曲 - Q-MHz                      |
| 2023年10月26日 | 月が綺麗だ。                                |                                               |
| 2024年4月5日   | 才能が無いから何だ                          | 作詞・作曲・編曲 - 堀江晶太                   |

### デジタルEP
| 発売日         | タイトル        | 収録曲 |
| -------------- | --------------- | --- |
| 2022年10月26日 | 86400秒のキセキ | 1. 清風 2. Shiny Sunny Step 3. cycle 4. パラレルノー細胞 5. ぼくのヒーロー 6. UNSEEN TREASURES |
| 2024年2月14日  | DOLCE           | 1. 率直 作詞・作曲：太志(ex.Aqua Timez)、編曲：長谷川大介 2. この場所で 作詞・作曲：PON(ラックライフ)、編曲：EFFY 3. 素顔のままでいて 作詞・作曲・編曲：中塚武 4. 終点 作詞：Sekimen、作曲・編曲：南田健吾 5. 一瞬と一生 作詞：TKT from AliA、作曲・編曲：EREN from AliA 6. 月が綺麗だ。 作詞・作曲：夏代孝明、編曲：草餅庵庵 |

#### 未発売
浮世の演舞（歌：VΔLZ） - 2020年11月20日公開、作詞・作曲もメンバーが行った